# Gray (Traktor)

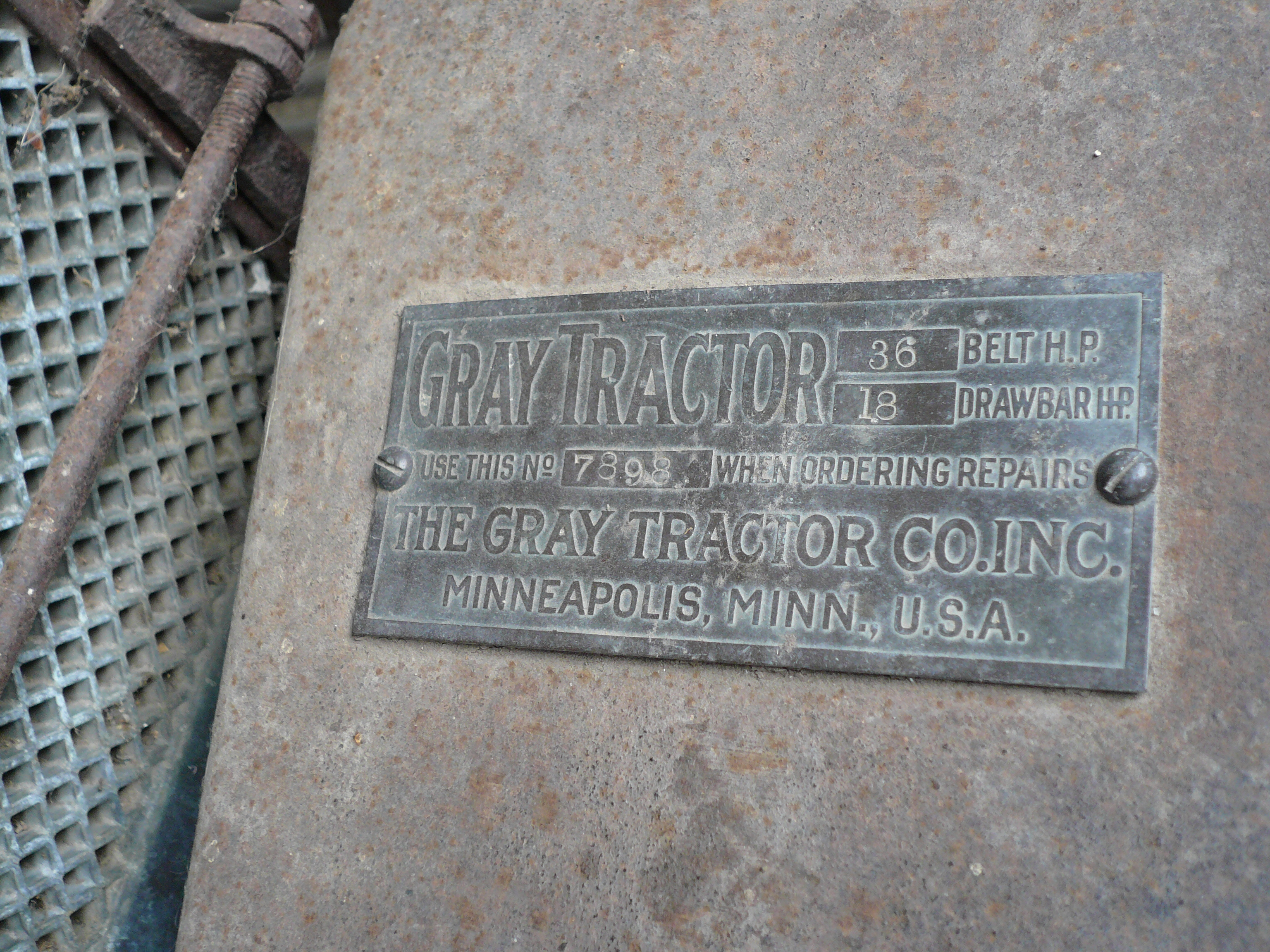
Plakette an einem Gray-Traktor

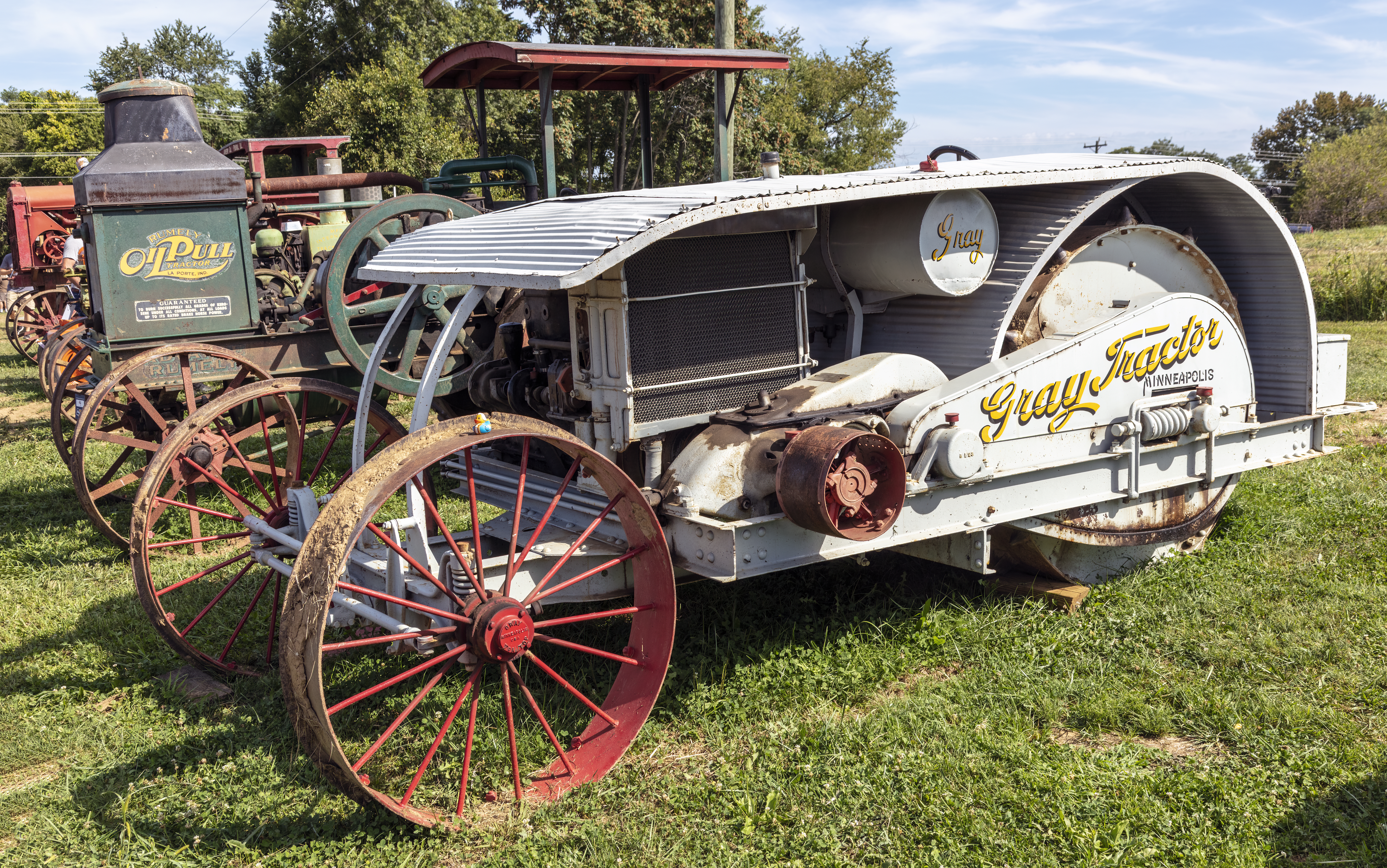
Gray 22-40

Gray war eine Traktormarke aus den USA. Zwischen 1914 und 1933 wurden sieben verschiedene Modelle angeboten in der Leistungsklasse zwischen 25 und 40 PS. Die Besonderheit an Gray-Traktoren war, dass sie zur besseren Kraftübertragung und auch Bodenschonung anstelle von Hinterrädern anfangs eine besonders breite Spurweite und später nur noch eine einzige Walze besaßen.

## Geschichte
Ihren Ursprung haben Gray-Traktoren in einer Entwicklung des New Yorker Obstplantagenbesitzers W. Chandler Knapp, der eine nützliche Maschine für seinen eigenen Betrieb suchte. 1908 baute er seinen ersten Traktor (ein Modell mit einem Zweizylinder-Motor), welcher ein Jahr später mit den weit auseinanderstehenden Hinterrädern ausgestattet wurde.
1914 wurde ein Modell mit einem Vier-Zylinder Waukesha-Motor entwickelt und durch den Verkauf an die Gray Tractor Manufacturing Company wurde begonnen die Traktoren unter dem Namen des Firmenbesitzers Joseph W. Gray zu verkaufen. Ab jetzt wurde auch begonnen, die Hinterräder komplett durch eine einzige Walze zu ersetzen, die durch eine Kette angetrieben wurde.
Das letzte angebotene Modell war der 22-40 "Canadian Special", welcher von 1923 bis 1933 angeboten wurde (ab 1925 als einziges Modell). 1933 wurde die Produktion eingestellt, da der Verkauf durch die mangelnde Weiterentwicklung der Technik und auch des Designs immer schwieriger geworden war. Eine weitere Verbreitung fand das Antriebskonzept auch nicht, weil die Traktoren kein Ausgleichsgetriebe hatten und deshalb nicht wendig genug waren.

## Produkte

### Modell 13 (15-25) und Modell A (20-35)
Diese Traktoren mit einer Leistung am Treibriemen von 15 PS beziehungsweise 20 PS wurden von 1916 bis 1918 gebaut und hatten einen mit Kerosin betriebenen 4-Zylinder Waukesha-Motor.

### Modell B(15-25)
Dieser nur 1916 angebotene Typ hatte einen 4-Zylinder-Waukesha-Vertical-Motor und wurde mit Benzin angetrieben. Er wog 2500 kg und wurde zu einem Listenpreis von 1.650 USD (entspricht heute: 42.037 USD) angeboten.

### 18-30
Von 1917 bis 1920 wurde dieser 18 PS leistende und mit einem 4-Zylinder-Motor ausgestattete Typ angeboten. Der Vergaser stammte von Bennett.

### 18-36
Dieser meistverkaufte Typ wurde von 1918 bis 1921 verkauft. Er hatte einen 4-Zylinder Waukesha-Vertical L-Head-Motor mit 7800 cm3 Hubraum und einer Drehzahl von 950/min. Er wog 2950 kg.

### 20-36
Nur 1922 wurde dieses Modell zu einem Preis von 1.975 USD (entspricht heute: 31.925 USD) angeboten.

### 22-40
Der letzte entwickelte Traktor mit einem 4-Zylinder Waukesha-Vertical L-Head-Motor leistete 22 PS am Treibriemen. Betrieben wurde er mit Kerosin, welches von einem 1½ Inch Bennett Vergaser aufbereitet wurde. Sein Eigengewicht betrug 3130 kg und sein Listenpreis lag bei 2.385 USD (entspricht heute: 37.874 USD).